# 昭和鉄道高等学校
昭和鉄道高等学校（しょうわてつどうこうとうがっこう、英: Showa Tetsudo High School）は、東京都豊島区池袋本町二丁目にある私立高等学校。設置者は学校法人豊昭学園。
校名に「鉄道」の語が入る、日本で唯一の高校である。また、鉄道の授業があるのは、当校と岩倉高等学校のみである。

## 学校概要
基本的な教科を学びつつ、1年次は鉄道に関する概念をとらえる。2年次では、実際に鉄道企業の車両工場に行き、工場内を見学する「工場見学実習」や、鉄道企業などでインターンシップをし、学習を深めていく。3年次では、その総まとめをする。
2006年（平成18年度）の新1年生より運輸科、機関科が鉄道科に統合された。（1年次が共通履修で2年次と3年次からコース別となり2年次から運輸サービスコース・運輸システムコースと分かれて学ぶ）。
2000年の10月頃まで、豊島学院高等学校・昭和鉄道高等学校は最寄国際興業バス停留所（池袋四丁目）のスポンサーを務めていた。北池袋駅ホームには東京交通短期大学と共同で看板広告を設置していたが、2003年頃両校ともスポンサーを撤退した。

## 学校沿革概要
1928年（昭和3年）に、鉄道従事者の夜間定時制高校として設置されて以来、一貫して鉄道・交通を中心とする産業教育をすすめ、現在まで17,000名以上の卒業生を送り出している。岩倉高等学校と並ぶ鉄道学校として知られ、運輸科と機関科のみを有する（普通科は無い）男子校として学校運営をしてきたが、社会情勢に鑑み、2004年（平成16年）度に男女共学となった。それに伴い、新校舎が完成した。

## 特色
同一法人の姉妹校、豊島学院高等学校とは実際の学校生活では同じ学校の別学科という感覚である。
例えば、授業の講師は学院の講師が担当する授業も多い。体育館・音楽室・美術室・家庭科室・武道場・図書室（スタディーホール）などの特別教室、講堂やグラウンドは両高校で共用になっており、両高校の校舎が渡り廊下（「スカイブリッジ」と呼ばれる）でつながっている。生徒会活動の「生徒総会」は共同で行われている。部活も野球部以外は全て共同活動である（野球部が別々なのは高野連への登録上の理由のため）。両校合同で行われる行事も多く、マラソン大会や豊昭祭（文化祭）などは合同で行われる。
ただし、それぞれの式典、体育祭、修学旅行は別々に行われているほか、職員室・下駄箱は別である。

## 施設設備
- 運転シミュレータ館

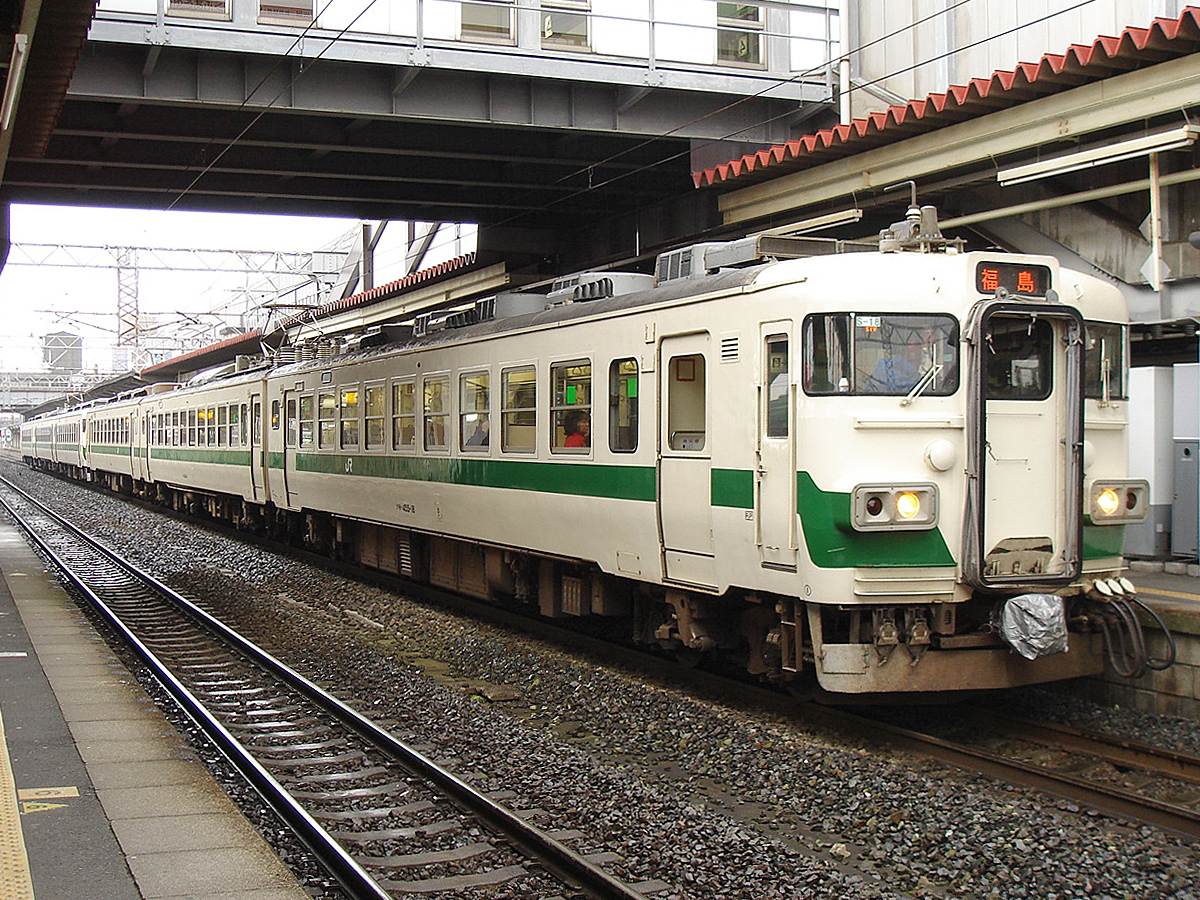
運転シミュレータ館で運転できる車両（国鉄455系電車）

  - 2001年に完成した運転シミュレータ館には、205系（山手線色）・455系、2つのシミュレータを設置。運転操作ができるだけではなく、運転士と車掌の役割を分担させた乗務実習も行える。さらに、乗務と運転指令が連動して行う処置訓練などもこのシミュレータで行える。シミュレータはJRの研修施設でも使われている本物を使用している。
  - 2009年1月にはJR東日本の駅で使用されている発車メロディのスイッチが導入された。メロディは同校の校歌をアレンジしたものとなっている。
  - 2020年10月に運転シミュレーター館取り壊しと共に撤去。7号館へと移動。
  - 2022年9月に完成した6号館には、東急テクノシステムが手掛けた東急5000型と455系、ドアシステムを一体化させた1つの車両のようなシミュレータが設置されている。内容は過去に存在した運転シミュレータ館とほぼ同等だがシミュレータソフトが東急東横線のものに変更となった（この際シミュレータ内の駅名は生徒内で公募された）。

- 鉄道実習室
  - 101系運転台・制御機器類 - 日本国有鉄道が使用した運転台と主制御器、遮断機、回路表示盤を搭載。速度制御の仕組みやブレーキの基本構造を体験的に学習する。
  - 101系扉装置 - 上記の運転台から旅客用扉を独立。車掌スイッチの操作で扉が開閉する。構造や開閉の仕組みを学習する。
  - 205系シミュレータ - 操作に応じて画面が変化し、線路諸標を確認したり、加速度を計算したりできる。
  - 継電連動装置 - 実際に梶が谷駅で使用されていた装置。駅構内の信号機、転轍器等を集中操作。安全に対する機能を学ぶ（1991年9月・東京急行電鉄株式会社より寄贈）。
  - 電動発電機（MG）カットモデル - 電動発電機の一部をカットし、内部構造を観察できる。電動機の構造理解と電気車の電気回路を学習する。
  - 集電装置（パンタグラフ） - 実際に使用されていた下ワク交差型の集電装置。101系運転台のスイッチと連動。
  - レールおよび枕木 - 3種類の枕木と締結部分のみカットしたレール教材。技術的な進歩を確認できる。
  - 鉄道用信号機 - 実物を教材化。スイッチ操作で、進行・減速・注意・停止の信号表示を点灯。また色灯式の入換信号機と進路表示器としても使用可能。
- 電車運転制御実習室[2]
- コネクションホール(6号館)
- ロコステージ
- グリーンテラス
- 2つあるPCルーム（鉄道、学院校舎に各1部屋）

## アクセス
所在地は隣接している豊島学院高等学校と同じであるため、豊島学院高等学校#アクセスを参照。

## 沿革
- 1928年（昭和3年）7月18日 - 東京府東京市神田区三崎町に昭和鉄道学校創立[1]
- 1932年（昭和7年）5月14日 - 校名を昭和高等鉄道学校に変更[1]
- 1940年（昭和15年）9月1日 - 東京府東京市豊島区に移転[1]
- 1952年（昭和27年）1月18日 - 豊島学園と昭鉄学園が合併し、学校法人豊昭学園となる[1]
- 1967年（昭和42年） - 西武鉄道より220形蒸気機関車　220号が寄贈される
- 1983年（昭和58年） - 国鉄101系運転台・制御装置・ドア装置等の実習装置を導入
- 1992年（平成4年） - 第4敷地に帝都高速度交通営団より丸ノ内線車輛（500形　685号車）寄贈される
- 1994年（平成6年）
  - 第1校舎電車運転シミュレーター実習室完成
  - 4月1日 - 詰襟の学生服からブレザータイプの制服へ、大幅にデザインチェンジ[1]（但し、詰襟の学生服時に入学した者はそのまま）
- 1998年（平成10年）
  - 創立70周年[1]
  - 昭和鉄道高等学校校歌制定[1]（それまでの校歌は、豊昭学園の校歌であった）
- 1999年（平成11年）
  - 新校舎完成・落成式
  - 校舎名称の変更
- 2001年（平成13年） - 運転シミュレータ館完成
- 2002年（平成14年）3月 - 新実習棟完成
- 2003年（平成15年）
  - 旧校舎取り壊しのため、蒸気機関車一両を三重県四日市市にある三岐鉄道へ譲渡
  - 第4号館落成
- 2004年（平成16年）
  - 4月 - 運輸科・機関科ともに女子生徒を受け入れ、男女共学化（共学1期生入学）。それに伴い、2004年度新入生より新制服に移行
  - 8月26日 - 2号館落成（鉄道校舎）
- 2006年（平成18年） - 運輸科・機関科が、鉄道科に統合（鉄道科管轄内で、運輸科が運輸サービスコース、機関科が運輸システムコースに改変）
- 2007年（平成19年）
  - 共学1期生卒業
  - 9月 - 『鉄道のしくみと走らせ方』を出版。昭和鉄道高等学校では、授業の教科書として使用
- 2008年（平成20年）
  - 創立80周年
  - 運輸科・機関科、最後の生徒が卒業したため廃止

## 学校について

### 校訓
質実剛健

### 学科
- 鉄道科（1科2コース制）

2年次よりコース選択
- 運輸サービスコース

カリキュラムの内容は、鉄道科へ統廃合する以前の運輸科にほぼ相当する。
観光や経営学系への進学にも対応できるよう一般科目では幅広い学習を展開。旅行取扱、鉄道概論など、サービスや観光業に必要な学習を主体にしたカリキュラムを編成している。旅行業務取扱管理者資格など、さまざまな資格の取得にもチャレンジでき、観光業など接客を主とした旅客サービスなどの業種にも対応する。
- 運輸システムコース

カリキュラムの内容は、鉄道科へ統廃合する以前の機関科にほぼ相当する。
鉄道車両や線路信号、鉄道の仕組みや電気回路の学習を学べる工学的なカリキュラムを編成。運転士や車掌、駅業務に必要な知識と技術部門やメカニカルな分野に対応する。

#### 過去に存在した学科
- 運輸科[2]（一学年3クラス・150名程度）
- 機関科[2]（一学年2クラス・100名程度）

過去は入試段階から、運輸科か機関科を選択しなければならず、途中で別科編入は不可だった。

### 教育目標
- 自らの将来を切り拓く力を持った、人間性豊かな生徒の育成
- 自主性に富み、自治活動へ積極的に参加する生徒の育成
- 人間尊重の理念に基づき、進んで世界平和を希求する生徒の育成

### 校歌
- 作詞・作曲 - 村田茂
- 編曲 - 程塚繁樹
  - 1998年に「創立70周年」を迎えた際、記念事業の一環として校歌を収録したCDを製作し、当時の新入生や在学生徒、関係者等に配布された。
  - 校歌は丸ノ内線が寄贈された時点の1992年を軸にすると大幅に一新されている校歌である。

### 授業
授業は、国語・英語・数学・理科・社会などの他に、旅客営業・基礎実習・基礎演習・運転理論など、鉄道に関する専門的なことを学ぶ。
- 旅客営業 - 1学年での授業。週3時間の授業で、JR線の旅客営業規則について学ぶ。
- 鉄道基礎実習 - 1学年の授業。週2時間の授業で、鉄道車両が動く仕組み等を205系シミュレータや機械（継電連動装置など）を使用し、レポートにまとめる。
- 鉄道基礎演習 - 2・3学年の授業。週1時間の授業で、基礎実習で学んだ事を応用しつつ、電気回路や車輌のしくみなどを習い、より詳しく鉄道について学ぶ授業。
- ホスピタリティーマインド - 2・3学年の授業。週2時間の授業で、通称「ホスピ」。ビジネス能力検定のテキストをもとに、サービス業・一般企業などでのマナーや敬語などについて学ぶ。

### 入学試験
入試は、推薦入試、一般入試と普通高校と変わらない。推薦入試で入学する人が大半である。ちなみに、A推薦（都内中学推薦）、B推薦（他道府県中学推薦）、C推薦（自己推薦）の3つの推薦選抜方法がある。

#### 加点制度
加点制度には、資格加点と人物加点がある。
- 資格加点は、英検、漢検、数検の3級で内申加点1。準2級以上で内申加点2。
- 人物加点は、生徒会役員、部活動役員、3年間皆勤など生活面や特別活動、その他活顕著な動歴がある者。

#### 2011年度生徒募集人数
- 鉄道科　定員；215名
  - A推薦 - 107名
  - B推薦 - A推薦入試に含む
  - C推薦 - A推薦入試に含む
  - 一般入試 - 108名

## クラブ活動・委員会
部活動、生徒会活動、委員会活動等は、姉妹校の豊島学院高等学校と合同で行っている。野球部のみ高野連への登録上の理由でそれぞれ別に活動しており、豊島学院と学園内で区別するため昭和鉄道硬式野球部を名乗っている。
文化部には、かつて落語研究部も存在していたが、在籍部員の卒業ならびに入部希望者不在のため、2004年より休部（廃部ではない）となっている。部室は現在吹奏楽部が使用。

### 運動部
- 空手道部
- 剣道部
- サイクリング部
- サッカー部
- 山岳部
- 柔道部
- スキー部
- ソフトテニス部
- 卓球部
- バスケットボール部
- バドミントン部
- バレーボール部
- ラグビー部
- 陸上競技部
- 昭和鉄道硬式野球部

### 文化部
- 囲碁将棋部
- 英語部
- 演劇部
- 音楽部
- 合唱部
- 写真部
- 新聞部
- 吹奏楽部
- スタジオ7部(一般に言う美術部。美術室が7号館にあることから名付けられた)
- 女子ダンス部
- 釣り部
- 電気研究部
- ボランティア部
- 理科部
- 歴史研究部
- 書道愛好会
- 交通資料館部(鉄道模型を制作、公開する部活動。)
- 鉄道研究部

### 生徒会・委員会
- 生徒会
- 放送委員会

## 学校行事

### 1学期
- 4月
  - 始業式 - 入学式 - 進路適性検査（クレペリン・SPI） - 新入生校外オリエンテーション（1年） - スポーツテスト
- 5月
  - 中間試験 - 生徒総会
- 6月
  - 研修旅行2年
- 7月
  - 期末試験 - 芸術鑑賞教室 - インターンシップ（2年） - 1学期終業式 - 進学合宿
- 8月
  - 夏休み - 夏期合宿（部活動）

※2011年度の新入生校外オリエンテーションは東日本大震災発生における余震等の安全考慮から中止となった。
※2020年度の新入生校外オリエンテーションは新型コロナウイルスの流行により中止となった。

### 2学期
- 9月
  - 2学期始業式 - 就職試験開始 - 豊昭祭（文化祭）
- 10月
  - 中間試験
- 11月
  - 工場見学研修（2年） - 弁論大会（2・3年） - 体育祭 -マラソン大会
- 12月
  - 期末試験 - 2学期終業式 - スキー&スノーボード教室 - 海外（日本国外）研修（オーストラリア）

※2020年度の文化祭は新型コロナウイルスにより非公開での開催となった。

### 3学期
- 1月
  - 3学期始業式 - 推薦入学試験
- 2月
  - 一般入学試験 - 弁論大会（1年）
- 3月
  - 卒業式 - 期末試験（1・2年） -球技大会 - 柔道大会（1年） - 修了式 - 春期進学補講 - 進学合宿

## 著名な出身者
- 片桐典徳 - 元京浜急行電鉄社長、元日本民営鉄道協会会長
- 川上英幸 - 脚本家
- 櫻井寛 - フォトジャーナリスト、東京交通短期大学客員教授
- 石井友規 - 写真家・大阪芸術大学非常勤講師・映画監督 『時の絲ぐるま』など
- 新田鉄人‐鉄道芸人、プロレスラー

## 昭和鉄道高等学校が著作・紹介された本・テレビ
- 図鑑『鉄道のしくみと走らせ方』 - 昭和鉄道高等学校編 株式会社かんき出版 定価2200円+税 2007年9月21日 ISBN 978-4-7612-6450-5
- 2010年6月19日放送フジテレビ『〜あらゆる世界を見学せよ〜潜入!リアルスコープ』で鉄道エリ〜ト養成高校として紹介をされた。
- 2011年6月2日放送テレビ東京『空から日本を見てみよう』埼京線編の池袋駅周辺、10月2日放送日本テレビ『中居正広のザ・大年表』
- 2012年4月24日・5月15日放送テレビ朝日『トリハダ（秘）スクープ映像100科ジテン』にて日本で唯一校名に鉄道高校が入る学校と紹介をされ、24日の放送での「名言」が話題に。（この部分は15日にも放送）
- 2013年6月24日・6月25日放送東京メトロポリタンテレビジョンのTOKYO MX NEWS番組内の特集『首都圏レールトピックス』で紹介された。25日は正午からのニュース番組。
- 2019年3月22日発売『鉄道会社で行こう！電車で行こう！ スペシャル版!!』
- 2023年9月30日放送フジテレビ『超絶限界』で学校で最も鉄道に詳しいヤツは誰だと題し、『鉄−1グランプリ』を開催した。